# Lucille Teasdale-Corti
Lucille Teasdale-Corti (30 de gener de 1929 – 1 d'agost de 1996) va ser una metgessa pediatra i cirurgiana quebequesa, que va treballar a Uganda des del 1961 fins a la seva mort el 1996. Va contribuir al desenvolupament de serveis mèdics al nord del país.

## Infància i estudis
Nascuda a Montreal, Quebec el 30 de gener de 1929, Lucille Teasdale va ser la quarta de set germans. El seu pare René portava una botiga de queviures a l'àrea oriental de Mont-real.
Va ser educada en un internat d'una escola catòlica pertanyent a una de les primeres congregacions de monges que es van establir al Canadà dedicada a l'educació. Després de sentir el testimoni d'algunes monges que havien treballat com missioneres a la Xina, va decidir, als 12 anys, esdevenir una doctora “a les Índies”.
El 1950 es va matricular a la Facultat de Medicina de la Universitat de Montreal. A la seva classe, de 110 estudiants només es van matricular deu dones. Vuit d'aquestes estudiants van continuar els estudis després del primer any. Es va graduar Cum laude el 1955 i va treballar com a resident al Centre Hospitalier Universitaire Sainte-Justine de Montreal, un centre universitari de salut pediàtrica i obstètrica afiliat a la Universitat de Montreal.
Mentre era resident va conèixer el doctor italià Piero Corti, qui va dur a terme dues residències (1955/56 i 1957/58) a l'Hospital Sainte Justine durant la seva formació de postgrau en pediatria la Universitat de Pavia (Itàlia). Ell ja tenia especialitzacions de postgrau en radiologia (1953) i neuropsiquiatria (1956), totes dues a la Universitat de Milà (Itàlia). Ambdós doctors compartien el desig de treballar on la necessitat era més gran però, Corti deia que “ella estava sempre massa ocupada per fer qualsevol altra cosa a part de la feina”.
El 1958, després de finalitzar la seva residència, Lucille Teasdale es va matricular a l'Escola de Postgrau de Cirurgia Pediàtrica. Va dur a terme els seus primers dos anys a Hopital Maisonneuve i Hopital Hotel-Dieu, i els dos següents a Mont-real. Buscant una oportunitat per a completar el seu període final de residencia a l'estranger, va aplicar a diversos hospitals dels EUA però les seves sol·licituds van ser rebutjades; en algun cas esmentant concretament el fet de ser una dona com a contraindicació, segons el seu biògraf, Michel Arseneault.
El 1960 Lucille va viatjar a França per dur a terme el seu darrer any de residència a l'Hospital de la Concepció a Marsella.

## Viatge a Uganda

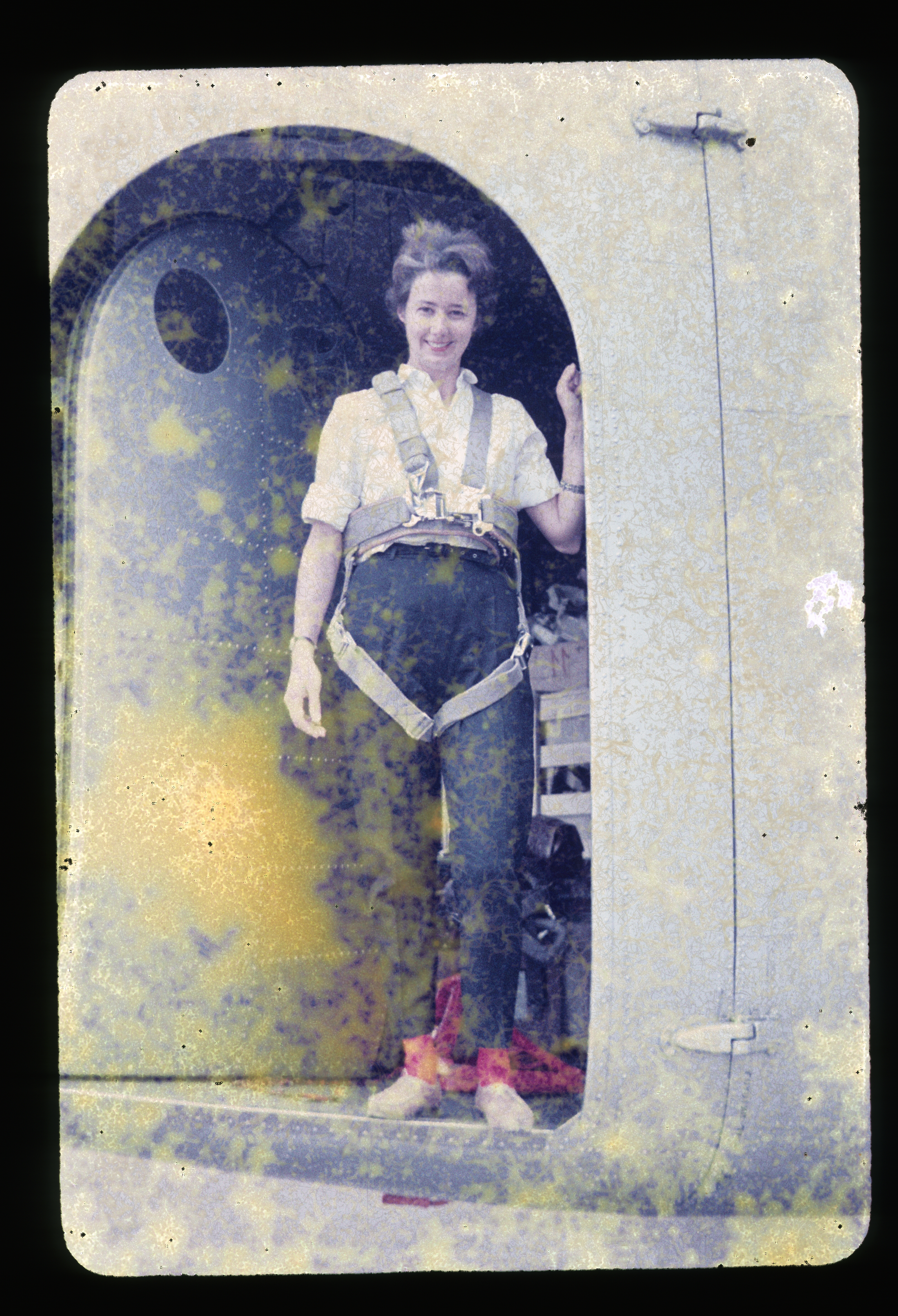
Lucille el 1961 a l'avió de la Força Aèria Italiana

Mentre treballava a Marsella, Lucille va enviar una postal a Piero Corti, convidant-lo a visitar-la. Després de visitar diversos llocs a Àfrica i India, Piero Corti havia escollit treballar en un petit hospital de 30 llits en una missió propera a Gulu, al nord d'Uganda. Mentre preparava el primer carregament aeri d'equipament per ser transportat per la Força Aèria italiana, llavors implicada en missions de l'ONU al Congo, Piero va convidar la Lucille a anar amb ell “només per un parell de mesos” per començar l'activitat quirúrgica. Malgrat que ell només es podia fer càrrec del seu viatge i dels seus cigarrets, la Lucille va acceptar i va viatjar a Uganda amb el mateix avió de la Força Aèria italiana.
A l'arribada a Uganda, se li va demanar d'obtenir una llicència per poder exercir com a doctora, però primer havia de completar dos mesos com a interna. Va ser referida a un dels cirurgians a l'Hospital Universitari de Mulago, a la capital, qui la va entrevistar i la va autoritzar a anar directament a Lacor. El cirurgià era Denis Parsons Burkitt, que va ser el primer que va descriure i va estudiar la distribució i etiologia del càncer pediàtric que porta el seu nom: Limfoma de Burkitt.
L'Hospital de St. Mary a Lacor o senzillament l'Hospital de Lacor (el nom regional “Lacor” va ser afegit més tard per distingir l'hospital de moltes altres institucions amb el nom “St. Mary”) és un hospital, sense afany de lucre, fundat el 1959 pels Missioners Combonians del Cor de Jesús. Està situat a uns 5 km a l'oest de Gulu, la ciutat principal del nord d'Uganda, a la carretera que gira al nord cap a la frontera sudanesa, a uns 100 km. És la regió dels Acholi (Acoli), un grup ètnic Nilòtic. Quan Lucille es va incorporar a Lacor, l'hospital tenia una maternitat de 40 llits, sala de parts i un departament de consultes externes, mentre altres departaments, com el quiròfan, estaven en construcció. Piero havia decidit establir-se allà perquè el bisbe italià de la diòcesi propietària de l'hospital havia acordat amb ell que li permetria dirigir i desenvolupar l'hospital amb certa independència. Piero mai va demanar diners a la diòcesi sinó que es va encarregar-se ell mateix d'aconseguir els fons necessaris.

## Activitat a l'Hospital

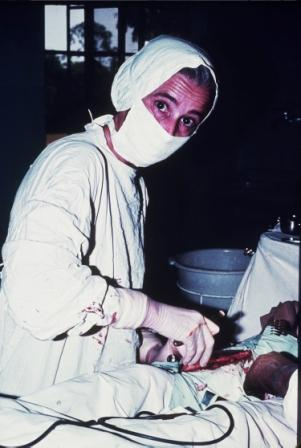
Lucille al quiròfan

La primera operació de Lucille la va dur a terme en un llit d'exploració. Després d'allargar la seva estada a causa de la necessitat de Piero de retornar a Itàlia a causa de la salut del seu pare, Lucille va tornar a França. Va retornar a Uganda el desembre 1961 després d'acceptar la proposta de matrimoni de Piero. Es van casar a la capella de l'hospital el 5 de desembre de 1961.
El somni primerenc de Piero i Lucille els va guiar les seves vides per tot arreu i queda com a principi que guia l'hospital: “per oferir la millor cura possible a la quantitat més gran de persones al menor cost possible” i “per formar els qui els reemplaçaran.”
El 9 d'octubre de 1962, Uganda va aconseguir independència i el 17 de novembre de 1962 Lucille va tenir la seva única filla Dominique, a qui els locals va anomenar Atim (“nascuta lluny de casa” en Acholi). En aquest temps Lucille era coneguda localment com “min Atim,” mare d'Atim. Aleshores el personal italià de l'hospital eren monges Comboni que havien obtingut graus d'infermeria i obstetrícia al Regne Unit (com requeria el Protectorat britànic a Uganda) i personal local format a la feina.
Durant més de 20 anys, Piero i Lucille van ser responsables de la formació inicial de 3 mesos de doctors italians, recentment graduats, decidits a dur a terme el servei civil de dos anys en comptes d'un any de servei militar l'obligatori. Eren enviats a través de projectes d'ajut del govern italià per treballar a set missions i dos hospitals governamentals al nord d'Uganda, incloent-hi el St. Mary. Els hospitals de missió van dependre gairebé exclusivament d'aquests doctors.

## La guerra
Malgrat que el 1967/68 Milton Obote va assumir la presidència Ugandesa i va canvia la constitució per concentrar un poder considerable en les seves mans, el país va gaudir d'una pau relativa fins que el 1971 el cap de les forces armades Idi Amin Dada va arribar al poder amb un cop d'estat. El 1972, Amin va expulsar 60.000 asiàtics els avantpassats dels quals s'havien establert a Uganda durant els temps colonials, i va entregar els seus negocis i propietats als seus partidaris. Arran de negligència i la mala gestió l'economia i les infraestructures del país van col·lapsar. Piero i Lucille van haver de decidir si marxar, com van fer la majoria d'expatriats, o be trobar una manera de mantenir l'hospital en funcionament. Van decidir quedar-se i, amb la família de Piero a Itàlia, van organitzar un grup de suport que va començar enviar diversos contenidors a l'any amb tot de fàrmacs, equipament i roba.
Tanmateix, ells també van haver de prendre la difícil decisió d'enviar la seva filla fora per raons de seguretat i per estudis (el sistema escolar també col·lapsava). Dominique hi havia viscut dins del complex de l'hospital d'ençà del seu naixement i la Llucille se l'emportava a les rondes i al quiròfan quan la seva infermera ugandesa era absent. Havia anat a l'escola primària local i ara Dominique només retornaria a Lacor per les vacances. Va ser enviada a Itàlia amb una de les seves ties i després a un internat a Kenya, d'on podia viatjar cap a Uganda tres cops a l'any per vacances. L'única condició que Lucille li va posar a Piero quan es van casar va ser que la seva família mai se separés, ella sempre va dir que enviar la seva filla fora va ser el sacrifici més gran mai va fer.
El primer període seriós d'inseguretat que va patir l'hospital va ser durant la guerra Uganda-Tanzània, que va portar a l'enderrocament d'Idi Amin el 1979. L'hospital va ser repetidament saquejat pels restes de l'exèrcit dissolt d'Idi Amin fugint de l'avançament de les tropes de Tanzània. Durant aquells mesos l'hospital va estat totalment aïllat de la resta del món i Lucille es va trobar duent a terme un gran nombre d'operacions a ferits de guerra i de les venjances entre tribus. Mentre Lucille estava operant un soldat ferit, Piero va patir una perforació del timpà a causa del tret d'una metralladora durant una confrontació amb uns lladres. Quan l'exèrcit de Tanzània va arribar a l'hospital, un comandant va declarar que Lacor era el primer hospital que havien trobat obert i funcionant des que havien entrar al país més de quatre mesos abans a més de 600 km al sud.
El 1980 després de diversos períodes turbulents i amb governs provisionals breus, Milton Obote va retornar a poder com a president d'Uganda. Va esclatar la guerra civil, i amb l'esforç militar de quatre anys per destruir als seus rivals, el segon govern d'Obote va ser responsable de major nombre de morts que els aproximadament 300.000 morts que hi va haver durant els set anys de govern d'Idi Ami. Es calcula que més de 500.000 ugandesos van morir i vastes àrees de terra van ser devastades durant la presidència d'Obote.

## Primers casos de SIDA
El 1982 comencen a aparèixer a l'Hospital de Lacor les primeres víctimes d'una malaltia misteriosa (aviat coneguda com a VIH/sida). Lucille va començar experimentar els primers símptomes del què més tard serien reconegudes com les malalties oportunistes vinculades a la SIDA. Lucille donaria positiu al test de VIH el 1985, quan les primeres proves van esdevenir disponibles a Itàlia. Piero i Lucille daten la seva infecció cap al 1979, quan Lucille va dur a terme molta cirurgia amb ferits de guerra, quan ella sovint es tallava amb fragments d'ossos trencats.
El 1983 el Ministeri de Salut d'Uganda va reconèixer Lacor com un centre de formació per doctors graduats novells de la Facultat de Medicina de Makerere (més tard també de Mbarara, fundada el 1989, i de Gulu, fundada el 2003). Aquests doctors ara podrien dur a terme el seu any d'internat obligatori a l'Hospital de Lacor i llavors quedar-se a treballar a Lacor o en altres hospitals Catòlics. El Ministeri italià d'Afers Estrangers va oferir suport significatiu a Lacor a través d'especialistes per entrenar els interns, així com mitjans i equipament. Cap a finals dels 1980s el Govern italià es trobava entre els col·laboradors més importants de l'Ajut Estranger Internacional dels governs europeus i Uganda va representar un dels seus majors beneficiats, especialment a través de programes de salut tant governamentals con no-governamentals.
Lucille estava en la primera línia de formació d'aquests joves doctors. Al primer grup d'interns hi havia Matthew Luwkiya (qui aviat esdevindria l'ajudant del superintendent de l'hospital i que moriria com un heroi, sacrificant la seva vida, juntament amb dotze altres membres de personal, durant l'esclat d'Ebola del 2000), Isaac Ezati (qui seria cirurgià a Lacor abans de traslladar-se a Mulago Nacional Referral Hospital i després al Ministeri de Salut; encara està a l'Oficina del Governador de Lacor). Entre els grups de metges interns hi havia Opira Cyprian el 1985 (posteriorment Director Executiu de l'Hospital de Lacor), Odong Emintone el 1989 (que va ser-ne Director Mèdic) i Ogwang Martin (que va ser-ne Director Institucional).

## Continua la guerra
El 1986, després de la segona expulsió de Milton Obote, una feble coalició va governar fins a finals d'any quan Yoweri Museveni va arribar al poder. L'exèrcit va ser majoritàriament deposat del nord del país, on els dissidents van formar grups rebels. El 1987, Alice Lakwena, un jove Acholi, va formar el Moviment de l'Esperit Sant (HSM) en el qual es van fusionar la majoria dels moviments rebels del nord. Després d'una sèrie de victòries espectaculars en contra del que es percebia com l'exèrcit d'ocupació, va dirigir les seves forces cap a Kampala, recollint molt suport d'altres grups ètnics que també tenien queixes amb el govern de Museveni. Les forces de Lakwena van ser derrotades.
A partir de 1986 l'hospital va ser saquejat diverses vegades per rebels durant la nit, de vegades més d'un cop a la setmana. Els rebels amenaçaven al personal i als pacients a punta de pistola a la recerca de diners i medicines. Piero i Lucille també van ser amenaçats a punta de pistola diverses vegades a dins de casa, la residència dins el recinte més propera a la porta de l'hospital. Quan no trobaven el que volien, els rebels segrestaven les infermeres per obligar a l'hospital a pagar un rescat. La majoria del personal vivia dins el recinte de l'hospital amb les seves famílies per motius de seguretat, i se'n anaven a treballar a la nit vestits de civils per evitar ser reconeguts i segrestats en cas d'un atac rebel. Aquesta heroica dedicació i capacitat de recuperació per part del personal va continuar durant anys.
El 1989 l'Exèrcit de Resistència del Senyor (LRA) va sorgir com una nova facció de la insurgència al nord d'Uganda. En aquest mateix any, els rebels van entrar a l'hospital una nit a la recerca de "Dr. Corti i Min Atim", Piero i Lucille, que acabaven de marxar de vacances. El doctor Matthew, que s'havia traslladat a la casa dels Corti per aturar una possible incursió rebel abans d'arribar a les altres residències mèdiques, es va identificar la persona a càrrec de l'hospital, i se'l van endur amb la resta del personal. Piero i Lucille van retornar immediatament i va decidir tancar l'hospital. No obstant això, els ancians locals van reaccionar a aquesta notícia afirmant que l'hospital era l'únic que els quedava: no acceptarien el seu tancament i tractarien de convèncer els rebels de no tornar-hi a entrar. L'hospital no experimentaria una incursió rebel durant els següents quinze anys d'escalada de conflicte civil de LRA que sovint va envoltar l'hospital però es va haver de construir un mur al voltant de l'hospital per protegir-lo de les bales.

## Malaltia i mort
Lucille Teasdale va ser diagnosticada de SIDA el 1985, quan les primeres proves van esdevenir disponibles a Itàlia. Abans que els resultats estiguessin disponibles, va visitar-se amb el professor Anthony Pinching a Londres, que es trobava entre el primers en estudiar la malaltia al Regne Unit. Li va dir que les seves anteriors malalties oportunistes eren indicatives del seu estat i que la moral era important i que podia continuar la seva feina clínica. Pel que fa a la cirurgia, que era el que preocupava a Lucille, se li va dir que no hi havia gaires alternatives de supervivència dels pacients en un context on ella era encara la cirurgiana més experimentada de la zona.
Malgrat la seva salut va continuar treballant, especialment al departament de consultes externes de la SIDA a Lacor. Va patir una sèrie de complicacions d'una candidiasi oral que li dificultava menjar, i situacions més greus com la malaltia d'Addison i la pneumocistosi, tot plegat va fer que Piero la portés d'urgència a Londres i després a Milà. Uns quants mesos abans de la seva mort, amb un pes per sota dels 40 kg, encara duia a terme de 4 a 6 hores al dia de visites a pacients externs. De vegades es trobava massa dèbil per aixecar-se al matí així que Piero i d'altres li van col·locar una via intravenosa per a rehidratar-la. De seguida que es trobava millor, es treia l'agulla i anava a treballar.
En un darrer intent per millorar la seva situació, Piero es va afanyar a dur a Lucille a Itàlia. Va morir a casa seva a Besana (Brianza), l'1 d'agost de 1996.
Al llarg de la seva carrera a l'hospital de Lacor va intervenir en més de 13.000 operacions. L'Informe Anual de l'Hospital de 1996 va registrar 446 llits, 13.437 admissions, 116.953 pacients externs tractats a l'Hospital principal, mentre els dos Centres Perifèrics de Salut que funcionen (un tercer va ser tancat a causa d'inseguretat) van registrar 48 llits, 399 admissions i 11.549 pacients externs.
El cos de Lucille Teasdale es va retornar a Uganda en un moment en què la guerra de guerrilles que envoltava l'hospital estava en un dels seus pitjors moments. L'exèrcit van traslladar per aire, a ella i al Piero, amb un helicòpter perquè els camins eren massa perillosos. Milers de "viatgers nocturns", majoritàriament nens i dones, buscaven refugi dins de l'hospital cada nit per protegir-se dels rebels que atacaven els llogarets a la nit per saquejar, matar i segrestar als nens entre les edats de 6 i 14.
El funeral per Lucille va tenir lloc a la catedral propera i hi van assistir centenars de persones. Alguns membres del personal fins i tot van viatjar fins a 40 km a peu des dels centres de salut, tot i el risc d'emboscades i mines a les carreteres. Els militars fins i tot van col·locar un tanc armat fora de la catedral per a la protecció dels assistents al funeral. Va ser enterrada en un dels patis de l'hospital. Després de la seva mort, Piero es va seguir dedicant a la seva pràctica mèdica a Lacor, tot i el constant deteriorament de la seva salut cardiovascular i als seus problemes de memòria.

## Llegat

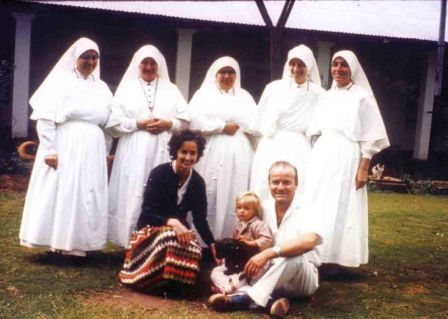
Piero, Lucille i Dominique juntament amb les monges colombianes de l'hospital (data desconeguda).

Piero finalment va aturar completament el treball clínic i per assegurar el futur de l'hospital, va desenvolupar les dues fundacions que havien establert el 1993 a Milà (Itàlia) i el 1995 a Mont-real (Canadà), dedicant temps i esforç especialment al Canadà, des d'on l'ajuda a l'hospital havia estat escassa durant els darrers 45 anys. Va morir a Milà de càncer de pàncrees el dia de Pasqua de 2003, i va ser traslladat a Uganda per ser enterrat al costat de Lucille i Matthew.
El desenvolupament significatiu de l'Hospital de Lacor després de la mort dels seus fundadors és un testimoni de la seva feina i de la seva capacitat per potenciar als que s'incorporaven al personal de Lacor. L'enfocament de la gestió del doctor Corti - pragmàtica, orientada a les necessitats empresarials - encara se segueix actualment. Igualment important va ser la dedicació de la doctora Teasdale als pacients i el seu enfocament del "pacient en primer lloc" que sempre han determinat l'enfocament de l'organització. Pel que sembla, ella podria ser extremadament dura amb el personal per conductes poc professionals, però va ser estimada per la seva genuïna preocupació pel benestar dels pacients. Molts dels qua havien treballat amb ella van considerar que aquesta actitud i la seva integració en la cultura de treball eren els seus més grans èxits.
Avui en dia, hi ha dues fundacions que treballen per mantenir el llegat de Piero i Lucille i per garantir el suport per l'Hospital de Lacor: la Fundació Piero i Lucille Corti, a Milà (Itàlia) dirigida per Dominique, la filla de Piero i Lucille, i la Teasdale-Corti Foundation a Montreal (Canada) presidida per Gilles Rivet, nebot de Lucille. A través de la constant recerca de fons continuen fent possible l'objectiu al què els pares de Dominique van dedicar tota la seva vida: donar al poble d'Uganda un hospital accessible a tots i l'oportunitat de construir el seu propi futur.

## Honors i reconeixements
- 1972 Missione del Medico – Angelo De Gasperis per la Fondazione Carlo Erba de Milà. Amb Piero Corti.
- 1982 Ordre de Mèrit de la República italiana per decret del President de la República. Amb Piero Corti.
- 1983 Premio della Bontà Notte di Natale Angelo Motta per Fondazione Pro Juventute Don Gnocchi de Milà. Amb Piero Corti.
- 1984 Ambrogino d'Oro pel Municipi de Milà. Amb Piero Corti.
- 1986 Paul Harris Fellow Recognition pel Rotary Club Internacional. Itàlia.
- 1986 Premi de Salut Sasakawa. Organització Mundial de la Salut, "Donat a una o més persones, institucions o organitzacions no governamentals que han acomplert una feina innovadora i excepcional en el desenvolupament de la salut, per tal d'incentivar el desenvolupament d'aquest treball." Amb Piero Corti.
- 1987 Frederick Newton Gisborn Starr Award Arxivat 2015-02-23 a Wayback Machine. per l'Associació Mèdica canadenca.
- 1990 Premi de l'Associació Mèdica de Dones d'Itàlia.
- 1991 Orde del Canadà.
- 1993 Premi de Cuore Amico Itàlia. Amb Piero Corti.
- 1995 Nomenada Honorary Assessor pel Ministeri de Salut d'Uganda.
- 1995 Ordre Nacional de Quebec (Magnífic Officier)
- 1995 Prix d'Excellence pour la Cause Africaine per CICA New York.
- 1995 Premi Velan. Club Rotary Montreal.
- 1995 Premio Professionalità pel Club Rotary Milano. Amb Piero Corti.
- 1995 Honorary Fellowship pel Royal College of Physicians and Surgeons del Canadà.
- 1995 A l'Hospital de Lacor se li atorga el Premio Antonio Feltrinelli
- 1996 Doctorat Honoris Causa per la Universitat de Montreal
- 1996 In memoriam Premio Speciale Cuore D'Oro pel Premio della Bontà Motta, Notte di Natale Milà
- 1997 In memoriam Premio Moscati Caserta Itàlia.
- 1999 Parc Lucille-Teasdale, a Montreal és anomenat així en honor seu.
- 2000 Correu del Canadà emet un segell de 46 cèntims en honor de Lucille Teasdale.
- 2001 Lucille Teasdale. The Canadian Medical Hall of Fame Arxivat 2016-08-17 a Wayback Machine..
- 2001 Lucille-Teasdale Institut a Blainville Arxivat 2016-08-07 a Wayback Machine., Quebec es va construir i anomenar en honor seu.
- 2004 In memoriam. Medalla d'Or, Ordre de Mèrit Civil per decret del President de la República italiana. Amb Piero Corti.
- 2013 Lucille-Teasdale Escola Internacional a Brossard, Quebec, és rebatejada en honor seu.
- CSSS (Centre de Santé et de Serveis Sociaux - Salut i Centre de Servei Social) és anomenat en honor seu a Montreal, així com una carretera, Bulevard Lucille Teasdale.